# Friedrichsgabekoog
Friedrichsgabekoog település Németországban, Schleswig-Holstein tartományban. Lakosainak száma 59 fő (2023. december 31.). Friedrichsgabekoog Nordermeldorf, Warwerort és Wöhrden községekkel határos.

## Népesség
A település népességének változása:
| Lakosok száma | 101  | 54   | 53   | 56   | 56   | 59   |
|               | 1975 | 2017 | 2019 | 2021 | 2022 | 2023 |